# 夕張警察署
夕張警察署（ゆうばりけいさつしょ）は、北海道警察本部（札幌方面）が管轄していた警察署。2017年に栗山警察署に統合され、栗山警察署夕張警察庁舎となった。

## 沿革
- 1890年5月 - 北炭の請願により、請願巡査派出所設置
- 1895年3月 - 岩見沢警察分署付属登川村巡査駐在所設置
- 1906年4月 - 岩見沢警察署登川分署に昇格
- 1921年10月 - 夕張警察署に昇格
- 1948年3月 - 夕張市警察署に改称
- 1954年7月 - 警察法の改正により、札幌方面夕張警察署となる。
- 2015年7月 - 夕張警察署を栗山警察署に統合し、署長などを配置しない栗山警察署の分署とする計画が発表される[1]
- 2017年4月1日 - 栗山警察署と統合し、夕張警察署が栗山警察署夕張警察庁舎となり、警察署として廃止となる[2]。

## 警察署当時のデータ

### 管轄区域
- 夕張市

### 組織
- 署長(警視)
- 副署長兼警務課長（警部）- 警務係
- 会計・給与係
- 刑事・生活安全課 - 刑事係、生活安全係
- 地域・交通課 - 地域係、交通係
- 警備係

### 交番・駐在所
括弧内は所在地を表す。
- 若菜交番 (夕張市若菜10)
- 清水沢交番 (夕張市清水沢2丁目52)
- 南部駐在所 (夕張市南部東町76)
- 沼ノ沢駐在所 (夕張市沼ノ沢43)
- 紅葉山駐在所 (夕張市紅葉山81-1)

廃止
- 末広交番 (夕張市末広1丁目94) - 2017年の夕張警察署廃止までに廃止された。